# Lubomin Rządowy
Lubomin Rządowy – wieś w Polsce położona w województwie kujawsko-pomorskim, w powiecie włocławskim, w gminie Boniewo.
| SIMC    | Nazwa         | Rodzaj    |
| ------- | ------------- | --------- |
| 1032456 | Majorat       | część wsi |
| 1032597 | Wypychy Mchów | część wsi |

Od 1 stycznia 2023 dotychczasowe części wsi Lubomin Rządowy, tj. Jastrzębiec (SIMC 0858792) oraz Michałowo (SIMC 0858800), uzyskały statusy wsi.
W latach 1975–1998 miejscowość administracyjnie należała do województwa włocławskiego. Według Narodowego Spisu Powszechnego (III 2011 r.) liczyła 132 mieszkańców. Jest dziesiątą co do wielkości miejscowością gminy Boniewo.